# Mèo Tom
Mèo Thomas "Tom" là một nhân vật hư cấu, một trong hai nhân vật chính trong loạt phim hoạt hình Tom và Jerry của Metro-Goldwyn-Mayer. Được sáng tạo bởi William Hanna và Joseph Barbera, Tom là một con mèo nhà lông ngắn, xuất hiện lần đầu tiên trong phim hoạt hình ngắn Puss Gets the Boot vào năm 1940. Ban đầu Tom có tên là "Jasper" nhưng từ khi xuất hiện trong The Midnight Snack, nó được biết đến với tên gọi "Tom" hoặc "Thomas".

## Lịch sử

### Phim hoạt hìnhTom và Jerry
Tên tiếng Anh "Tom Cat" của mèo Tom bắt nguồn từ "tomcat", từ tiếng Anh dùng để chỉ mèo đực. Mèo Tom rất hiếm khi nói chuyện, một số ngoại lệ bao gồm tập "League of Cats" của Tom & Jerry Tales hay Tom and Jerry: The Movie. Tom liên tục săn đuổi chuột Jerry, chẳng hạn bằng cách đặt bẫy, nhưng chúng thường phản tác dụng và gây hại cho chính Tom thay vì Jerry. Tuy nhiên Tom hiếm khi tìm cách ăn thịt Jerry mà chỉ cố gắng hành hạ hoặc ganh đua với nó. Trong một số trường hợp, Tom và Jerry cư xử hòa thuận với nhau.
Tom đã thay đổi đáng kể từ lần đầu tiên xuất hiện. Chẳng hạn như ban đầu Tom đi bằng bốn chân và có trí khôn của một con mèo bình thường, tuy nhiên từ tập "Dog Trouble", nó đã đi gần như hoàn toàn bằng hai chân và có trí thông minh của con người. Khi ở trong vai trò là kẻ thù của Jerry, cuối cùng Tom thường bị thất bại và thậm chí là mất mạng. Tuy nhiên cũng có khi Tom đánh bại được Jerry.

### Anchors Aweigh&Dangerous When Wet
Tom và Jerry cùng nhau xuất hiện trong hai bộ phim nhạc kịch của Metro-Goldwyn-Mayer bao gồm Anchors Aweigh  vào năm 1945 và Dangerous When Wet vào năm 1953.

## Diễn viên lồng tiếng
- Clarence Nash: Sufferin' Cats! (1940–1942)
- William Hanna: The Lonesome Mouse, The Million Dollar Cat, Tom and Jerry: Shiver Me Whiskers (1942–1958)
- Billy Bletcher:  The Bodyguard, Zoot Cat, Quiet Please! (1944–1945), Surf-Bored Cat (1967)
- Stepin Fetchit: Mouse Cleaning (1948)
- Daws Butler: Mucho Mouse (1957)
- Allen Swift: 1961–1962
- Mel Blanc: 1963–1967
- Stan Freberg: The Cat Above and the Mouse Below (1964)
- June Foray: Duel Personality (1965)
- John Stephenson: The Tom and Jerry Show
- Frank Welker: The Tom and Jerry Comedy Show, Tom & Jerry Kids
- Richard Kind: Tom and Jerry: The Movie
- Jeff Bennett: Tom and Jerry: The Magic Ring
- Bill Kopp: Tom and Jerry: Blast Off to Mars, Tom and Jerry: The Fast and the Furry
- Spike Brandt: The Karate Guard (2005)
- Don Brown: Tom and Jerry Tales